# Paridris nigricornis
Paridris nigricornis är en stekelart som först beskrevs av Charles Thomas Brues 1903.  Paridris nigricornis ingår i släktet Paridris och familjen Scelionidae. Inga underarter finns listade i Catalogue of Life.